# گوردون کر (شناگر)
گوردون کر (به انگلیسی: Gordon Kerr) (زادهٔ ۴ اکتبر ۱۹۱۷) شناگر اهل کانادا است.